# Сульфид золота(I)
Сульфид золота(I) — бинарное неорганическое соединение, соль металла золота и сероводородной кислоты, формулой Au2S. При стандартных условиях представляет собой твёрдое коричнево-чёрное вещество, плохо растворимое в воде, но хорошо растворяется в сульфидах, полисульфидах и цианидах щелочных металлов, и в царской водке.

## Получение
- Барботирование сероводорода через раствор K[AuBr2] или K[Au(СN)2]:

{\displaystyle {\mathsf {2K[AuBr_{2}]+H_{2}S\ {\xrightarrow {}}\ Au_{2}S\downarrow +2KBr+2HBr\uparrow }}}
{\displaystyle {\mathsf {2K[Au(CN)_{2}]+H_{2}S\ {\xrightarrow {}}\ Au_{2}S\downarrow +2KCN+2HCN\uparrow }}}
- Взаимодействие с гидридом золота(I):

{\displaystyle {\mathsf {2AuH+H_{2}S\ {\xrightarrow {}}\ Au_{2}S\downarrow +2H_{2}\uparrow }}}
- При нагревании золотосодержащего пирита также может быть получен сульфид золота(I).

## Физические свойства
Сульфид золота(I) образует коричнево-чёрное твёрдое вещество монокристалл, плохо растворимое в воде и в разбавленных растворах кислот, растворяется в уксусной кислоте (70 %), придавая раствору изумрудный оттенок, царской водке и сульфидах щелочных металлов.

## Химические свойства
- Растворение в сульфидах или полисульфидах щелочных металлов с образованием тиосолей золота:

{\displaystyle {\mathsf {Au_{2}S+Na_{2}S\ {\xrightarrow {}}\ Na[AuS]}}}
{\displaystyle {\mathsf {Au_{2}S+3Na_{2}S\ {\xrightarrow {}}\ 2Na_{3}[AuS_{2}]}}}